# Germandat de l'Anell
La Germandat de l'Anell (o Companyia de l'Anell), és una unió de nou representants dels pobles lliures de la Terra Mitjana, que té un paper fonamental en la novel·la de El Senyor dels Anells, de J.R.R. Tolkien. També dona el nom al primer dels volums en què es divideix.
La Germandat de l'Anell va ser fundada per dur a terme la missió que encarregà el Consell de N'Élrond: portar l'Anell Únic al Mont del Fat per destruir-lo. Com que l'èxit de l'empresa radicava en el secret, es va escollir un nombre reduït de components per a poder passar desapercebuts. Es va decidir que tindria nou integrants, per fer front als nou Espectres de l'Anell de l'Enemic.
Quan va sortir de Rivendell, Gàndalf era el líder de la Germandat. Després que aquest caigués a Mòria, Àragorn va assumir el comandament fins a la traïció de Bóromir i l'atac dels orcs a Cair Andros, on la Germandat es va dissoldre.
Els membres de la germandat, excepte en Bóromir (que va morir a mans dels orcs) no es van tornar a trobar fins després de la caiguda de Sàuron, a la celebració de la victòria als camps de Cromal·len.
Els nou membres de la germandat són:
- Frodo Saquet (Hòbbit/La Comarca)
- Samseny Gamgí (Hòbbit/La Comarca)
- Meriadoc Brandiboc (Hòbbit/La Comarca)
- Peregrín Tuc (Hòbbit/La Comarca)
- Gàndalf (Maia/Istari)
- Àragorn (Home/Dúnedain del Nord)
- Guimli (Nan/Erèbor)
- Légolas (Elf/Bosc Llobregós)
- Bóromir (Home/Góndor)